# Augusta de Baden-Baden
Augusta Maria Joana de Baden-Baden (Aschaffenburg, 10 de novembro de 1704 – Paris, 8 de agosto de 1726) foi duquesa de Orleães pelo casamento com Luís, Duque de Orleães.

## Vida
Augusta Maria Joana foi a oitava de nove crianças do marquês Luís Guilherme de Baden-Baden e da princesa Sibila de Saxe-Lauemburgo.
Ela se casou em 18 de junho de 1724 na igreja do Castelo Rastatt em um casamento por procuração com Luís, Duque de Orleães. Após as festividades, ela viajou para Estrasburgo e foi recebida pelo duque em solo francês. Em 13 de julho de 1724, o casamento real foi celebrado em Sarry, perto de Châlons-sur-Marne. Dez meses depois, ela deu a seu marido um filho, Luís Filipe, que sucedeu seu pai como Duque de Orleães. Três dias após dar a luz a uma menina, batizada como Luísa Maria, Augusta morreu de febre, em consequência do parto, aos 21 anos no Palácio Real em Paris. Ela foi enterrada em Capela Sainte-Anne du Val-de-Grâce.

## Descendência
- Luís Filipe I de Orleães (12 de maio de 1725 – 18 de novembro de 1785); Duque de Orleães
- Luísa Maria de Orleães (5 de agosto de 1726 – 14 de maio de 1728)

## Títulos e estilos
- 10 de novembro de 1704 – 13 de julho de 1724: Sua Alteza Ilustríssima Marquesa Augusta de Baden-Baden
- 13 de julho de 1724 – 8 de agosto de 1726: Sua Alteza Sereníssima A Duquesa de Orleães